# Eneko Goia
Eneko Goia Laso (San Sebastián, 30 ottobre 1971) è un politico spagnolo di origine basca, sindaco di Donostia-San Sebastián dal 2015.

## Biografia
Nato il 30 ottobre del 1971 a San Sebastián, cresce nel quartiere di Amara e frequenta l'Ikastola Ikasbide e successivamente il Barandiaran Lizeoa dopo. Completata la scuola dell'obbligo, si laurea in Giurisprudenza all'Università dei Paesi Baschi, per poi specializzarsi in Diritto dell'Unione europea all'Università di Deusto. Per dieci anni ha insegnato all'Istituto del Marketing dei Paesi Baschi, impartendo lezioni di diritto del lavoro e commercio estero.
Inizia la sua carriera politica nel 1991 fra le file del Partito Nazionalista Basco (EAJ-PNV), svolgendo ruoli organizzativi all'interno dell'ala giovanile Euzko Gaztedi Indarra. In seguito entra a far parte del comitato dirigente dell'EAJ-PNV per la provincia di Gipuzkoa. Nel 2005 viene eletto deputato del Parlamento basco, ruolo che occupa fino al 2007 quando viene nominato "deputato forale" alle infrastrutture da Markel Olano, entrando così nel governo della Deputazione forale di Gipuzkoa. Nel 2011 si candida per la prima volta alle elezioni municipali di San Sebastian con l'EAJ-PNV, classificandosi quarto con il 17,93% dei voti e 6 consiglieri comunali. Si ricandida nuovamente nel 2015, questa volta arrivando primo con il 29,65% dei voti e 9 consiglieri e, grazie a un accordo con il Partito Socialista dei Paesi Baschi-Euskadiko Ezkerra (PSE-EE), è nominato sindaco di Donostia-San Sebastián, risultando così il primo esponente dell'EAJ-PNV a ricoprire questa carica dal 1987. Nel 2019 si presenta nuovamente come candidato e ottiene il 35,46% dei voti e 10 consiglieri, e viene nominato sindaco riproponendo il precedente patto con il PSE-EE. Viene eletto sindaco per la terza volta nel 2023, stavolta ottenendo il 28% dei voti e perdendo un consigliere, fermandosi a quota 9.
Attualmente vive a San Sebastιán con sua moglie e i loro tre figli.